# Burseraceae
Le Burseracee (Burseraceae Kunth, 1824) sono una famiglia di piante angiosperme dicotiledoni appartenenti all'ordine Sapindales.

## Tassonomia
La famiglia comprende i seguenti generi:
- Ambilobea Thulin
- Aucoumea Pierre
- Beiselia Forman
- Boswellia Roxb. ex Colebr.
- Bursera Jacq. ex L.
- Canarium  L.
- Commiphora Jacq.
- Dacryodes Vahl
- Garuga Roxb.
- Haplolobus H.J.Lam.
- Pachylobus G.Don
- Protium Burm.f.
- Pseudodacryodes Pierlot
- Rosselia Forman
- Santiria Blume
- Scutinanthe Thwaites
- Trattinnickia  Willd.
- Triomma Hook.f.